# Gonja (langue)
Le gonja, aussi appelé choroba ou gbanyito, est une langue kwa parlée au Ghana par près de 230 000 personnes. Elle fait partie des langues gouangs de la sous-branche potou-tano des langues kwa, de la famille des langues nigéro-congolaises.

## Écriture
| Majuscules | A | B | Ch | D | E | Ɛ | F | G | Gb | H | I | J | K | Kp | Kw | L | M | N | Ŋ | Ny | Ŋm | O | Ɔ | P | R | S | Sh | T | U | V | W | Y | Z |
| Minuscules | a | b | ch | d | e | ɛ | f | g | gb | h | i | j | k | kp | kw | l | m | n | ŋ | ny | ŋm | o | ɔ | p | r | s | sh | t | u | v | w | y | z |